# Andrei Ryabov

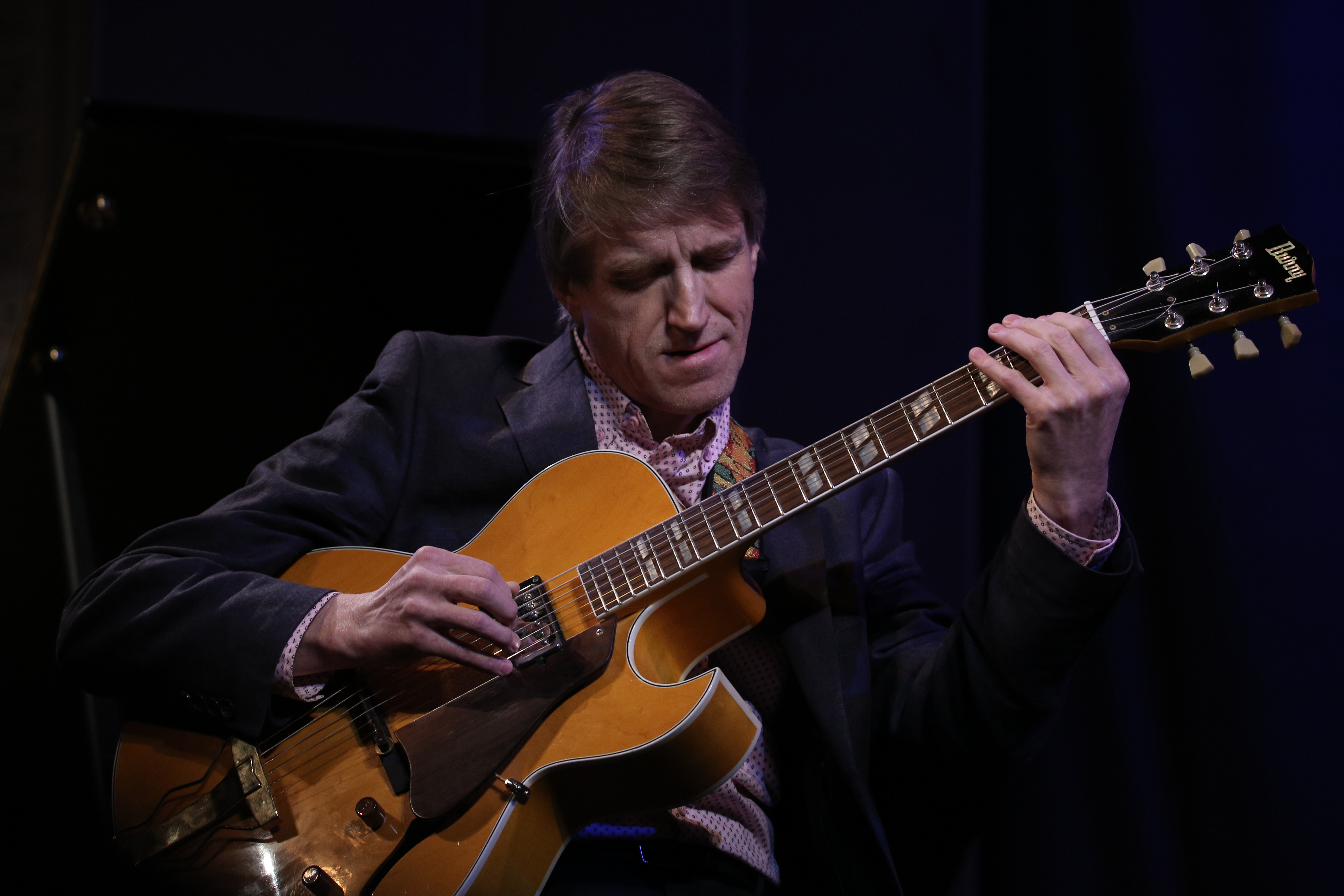
Andrei Ryabov (2016)

Andrej Wladimirowitsch Rjabow (russisch Андрей Владимирович Рябов; * 24. Juli 1962 in Leningrad) ist ein russischer Jazzmusiker (Gitarre). Im Westen ist die englische Schreibweise seines Namens Andrei Ryabov üblich.

## Leben und Wirken
Ryabov lernte ab dem Alter von elf Jahren in seiner Geburtsstadt das klassische Gitarrenspiel; einige Jahre später zog es ihn, beeinflusst von Wes Montgomery, Jim Hall und Bill Evans, zum Jazz. Nachdem er 1982 seinen Studienabschluss am Leningrader Mussorgski-Konservatorium abgelegt hatte, schloss er sich dem von Dawid Goloschtschokin geleiteten Leningrad Jazz Ensemble an, einer der besten Jazzgruppen der Sowjetunion; bis 1988 gehörte er dieser Band an, mit der er zwei Alben aufnahm und auf Tournee ging. Im selben Jahr veröffentlichte er gemeinsam mit dem estnischen Gitarristen Tiit Paulus sein erstes Album unter eigenem Namen auf dem Melodija-Label.
1989 wurde Rjabov Mitglied der Fakultät am Mussorgski-Konservatorium, wo er Meisterkurse und Workshops im ganzen Land gab. 1989 gründete er seine erste eigene Band, die in der UdSSR, Europa und Südamerika auftrat. Während einer Tournee von Richie Cole durch die Sowjetunion nahm Rjabov 1989 mit ihm ein Album auf. In der jährlichen Kritikerumfrage der Sowjetischen Jazzföderation wurde Ryabov von 1989 bis 1992 zum besten Jazzgitarristen Russlands gewählt; das gemeinsam mit dem Pianisten Andrei Kondakow geleitete Quartett wurde 1992 als bestes Jazzensemble ausgezeichnet.
Im selben Jahr zog Ryabov auf Einladung des Labels Signature Sounds in die Vereinigten Staaten und ließ sich in Massachusetts nieder, wo er auf Festivals, in Colleges und Clubs auftrat. Er nahm am Bright Moments Jazz Festival teil, eröffnete für das Trio von Al Di Meola Konzerte und trat in einer Konzertreihe mit Attila Zoller im Vermont Jazz Center sowie im Radio und Fernsehen auf. Weiterhin hat er mit Musikern wie Dave Brubeck, Joe Pass und Gene Bertoncini gespielt. 
Seine CD Day Dream wurde 1993 in den USA veröffentlicht. Im selben Jahr zog Ryabov nach New York City, wo er sowohl als Leader als auch als Sideman, etwa mit dem Alto Madness Orchestra von Richie Cole, auftrat und sich einen Platz in der New Yorker Jazzszene eroberte. 1996 nahm er unter anderem am Tributkonzert für Tal Farlow in der Merkin Concert Hall teil. 2004 trat er mit den Yellowjackets auf. 2008 kehrte Ryabov nach St. Petersburg zurück.

## Diskographische Hinweise
- Richie Cole Bebop Express (2008)
- Yaron Elyashiv I Remember You (2007)
- Myrna Lake Yesterdays (2007)
- Elina Vasiltchikova I Never Felt This Way Before (2005)
- It's Easy to Remember (2000)
- Day Dream (Signature Sounds 1993, mit Ellen Rowe, Michael Marcus, John Mettam)
- Ted Levine A Well Kept Secret (Signature Sounds 1993)
- Andrei Kondakow Jazz at the Old Fortress (Melodija 1992)
- Richie Cole Leningrad Alto Madness (Melodija 1990)
- Tiit Paulus & Andrei Ryabov Tête-à-tête (Melodija 1988)